# Goumoukh
Goumoukh est un village de la région de Şəki en Azerbaïdjan.

## Géographie
Le village de Goumoukh de la région de Şəki est situé dans la circonscription administrative du village de Bach Layisqi.

## Population
Selon les statistiques de 2009, la population du village est de 1035 personnes.